# Boutersem
Boutersem ist eine belgische Gemeinde in der Region Flandern mit 8634 Einwohnern (Stand 1. Januar 2024). Sie besteht aus den einzelnen Ortsteilen Boutersem, Kerkom, Neervelp, Roosbeek, Vertrijk und Willebringen.
Löwen liegt 10 Kilometer nordwestlich, Brüssel etwa 32 km westlich, Antwerpen 50 km nordwestlich und Lüttich 56 km südöstlich.
Die Gemeinde besitzt eine Autobahnabfahrt an der A3/E 40 und einen Bahnhof an der Bahnstrecke Brüssel–Lüttich; weitere befinden sich in Löwen und Tienen.

Der Flughafen Brüssel National nahe der Hauptstadt ist der nächste internationale Flughafen.

## Wappen
Beschreibung: Der in Gold und hellem Blau geteilte Wappenschild zeigt oben drei rote Pfähle und unten drei balkenweise gestellte silberne Fensterrauten.

## Töchter und Söhne der Gemeinde
- August Mortelmans (1904–1985), Radrennfahrer
- Edward Peeters (1923–2002), Radrennfahrer

## Weblinks

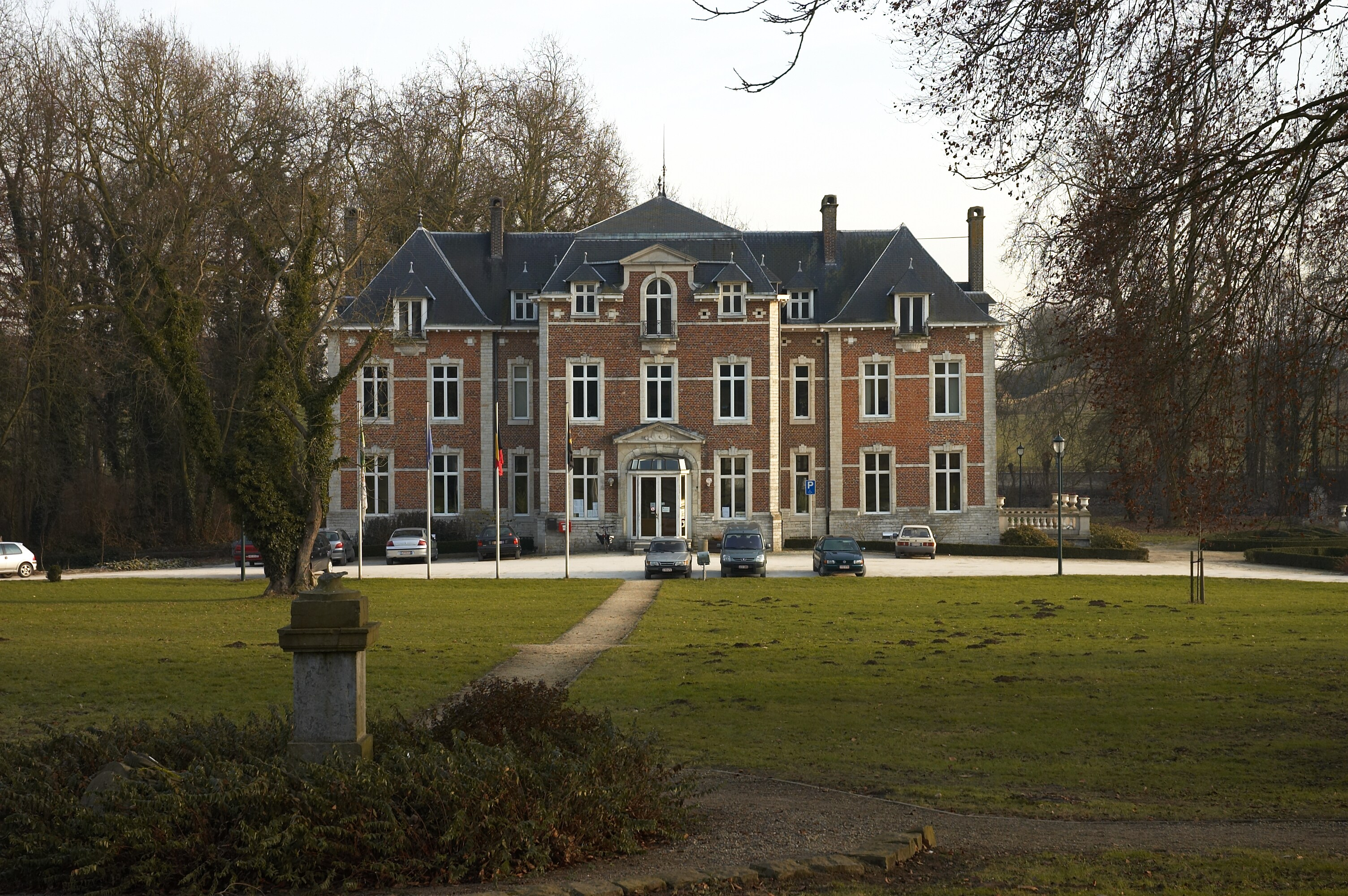
Gemeindehaus von Boutersem